# AMD Phenom
Phenom é a linha de processadores AMD para desktop baseada na microarquitetura AMD K10.
A AMD considera os Phenom X4 os primeiros quad core reais, já que esses processadores possuem um núcleo monolítico (todos os núcleos estão no mesmo die). O Phenom trabalha com soquete AM2+, é possível conectar um Phenom a um soquete AM2, porém acarretará perda de performance (considerada irrisória) devido a redução do barramento de 4GT/s para 2GT/s, e perda de perfis de economia de energia.

## Mudanças nas nomenclaturas
O número do modelo desses novos processadores mudou do antigo modelo de performance rating, sistema usado até seu predecessor, o Athlon 64 X2. O novo esquema de numeração é um modelo de quatro dígitos, com o primeiro número indicando a família do processador.

## Modelos

### Phenom X4

#### Agena
O Phenom Agena foi o primeiro processador lançado pela AMD na sua nova arquitetura K10, e seu primeiro Quad-Core. Foram produzidas duas revisões comerciais desse processador, B2, que possui o Bug do TLB(Translation Lookaside Buffer), que afeta a estabilidade em ambientes virtuais (ver máquina virtual), e a B3, que corrige este erro a nível de silício. As versões B2 e B3 podem ser diferenciadas pela nomenclatura do processador, sendo o B2 com finais 9X00(ex. Phenom X4 9500) e B3 com finais 9X50(ex. Phenom X4 9850). O Agena foi duramente criticado pela mídia por ser lançado após os Core 2, e ainda assim serem menos eficientes clock-a-clock e por não suportar altas frequências. Apesar da apresentação do chamado Agena FX, que seria o modelo escolhido a dedo pela AMD para sua plataforma high-end, este modelo não foi apresentado ao público, virando apenas vitrine tecnológica.
- Quatro núcleos AMD K10
- cache L1: 64 + 64 KiB (Dados + Instruções) por núcleo
- Cache L2: 512 KiB por núcleo
- Cache L3: 2 MiB compartilhado por todos os núcleos
- Controlador de memória: DDR2-1066 MHz com dual channel
- Lisura de gravação: 65 nm
- Processo de gravação: Silicon-on-insulator (SOI)
- MMX, Extended 3DNow!, SSE, SSE2, SSE3, SSE4a, AMD64, PowerNow!, Cool'n'Quiet, NX bit, AMD-V
- Socket AM2+, HyperTransport
- Consumo e dissipação de calor (TDP): 65W, 95W, 125W, 140W
- Primeiros lançamentos
  - 19 de Novembro de 2007 (Revisão B2)
  - 27 de Março de 2008 (Revisão B3)
- Clock: 1800 até 2300 MHz (Revisão B2); 1800 até 2600 MHz (Revisão B3)
  - Modelos: 9100e até 9950
  - Variações: Black Edition¹, Energy Efficient², Business Class³

### Phenom X3

#### Toliman
O integrante Tri-Core dos Phenoms é derivado do modelo Agena com um núcleo desativado. Por isso, suas características são muito parecidas com o Agena, diferenciando apenas pelo número de núcleo. Sendo assim, este processador sofre dos mesmos males do seu irmão maior, e também é diferenciado da mesma forma, com finais "8X00" para B2 e "8X50" para B3.
- Três núcleos AMD K10
- cache L1: 64 + 64 KiB (Dados + Instruções) por núcleo
- Cache L2: 512 KiB por núcleo
- Cache L3: 2 MiB compartilhado por todos os núcleos
- Controlador de memória: DDR2-1066 MHz com dual channel
- Lisura de gravação: 65 nm
- Processo de gravação: Silicon-on-insulator (SOI)
- MMX, Extended 3DNow!, SSE, SSE2, SSE3, SSE4a, AMD64, PowerNow!, Cool'n'Quiet, NX bit, AMD-V
- Socket AM2+, HyperTransport
- Consumo e dissipação de calor (TDP): 65W e 95W
- Primeiros lançamentos
  - 27 de Março de 2008 (Revisão B2)
  - 23 de Abril de 2008 (Revisão B3)
- Clock: 2100 e 2300 MHz (Revisão B2); 1900 até 2500 MHz (Revisão B3)
  - Modelos: 8250e até 8850
  - Variações: Black Edition¹, Energy Efficient², Business Class³

Nota:
- ¹: Black Edition, final "BE", processadores desta linha tem seus multiplicadores de clock destravados.
- ²: Energy Efficient, final "e", tem por característica boa relação desempenho/consumo.
- ³: AMD Business Class, final "B" são processadores voltados a clientes corporativos, e mantém 18-24 meses de garantia após lançado.